# Danh sách thành viên của SNH48

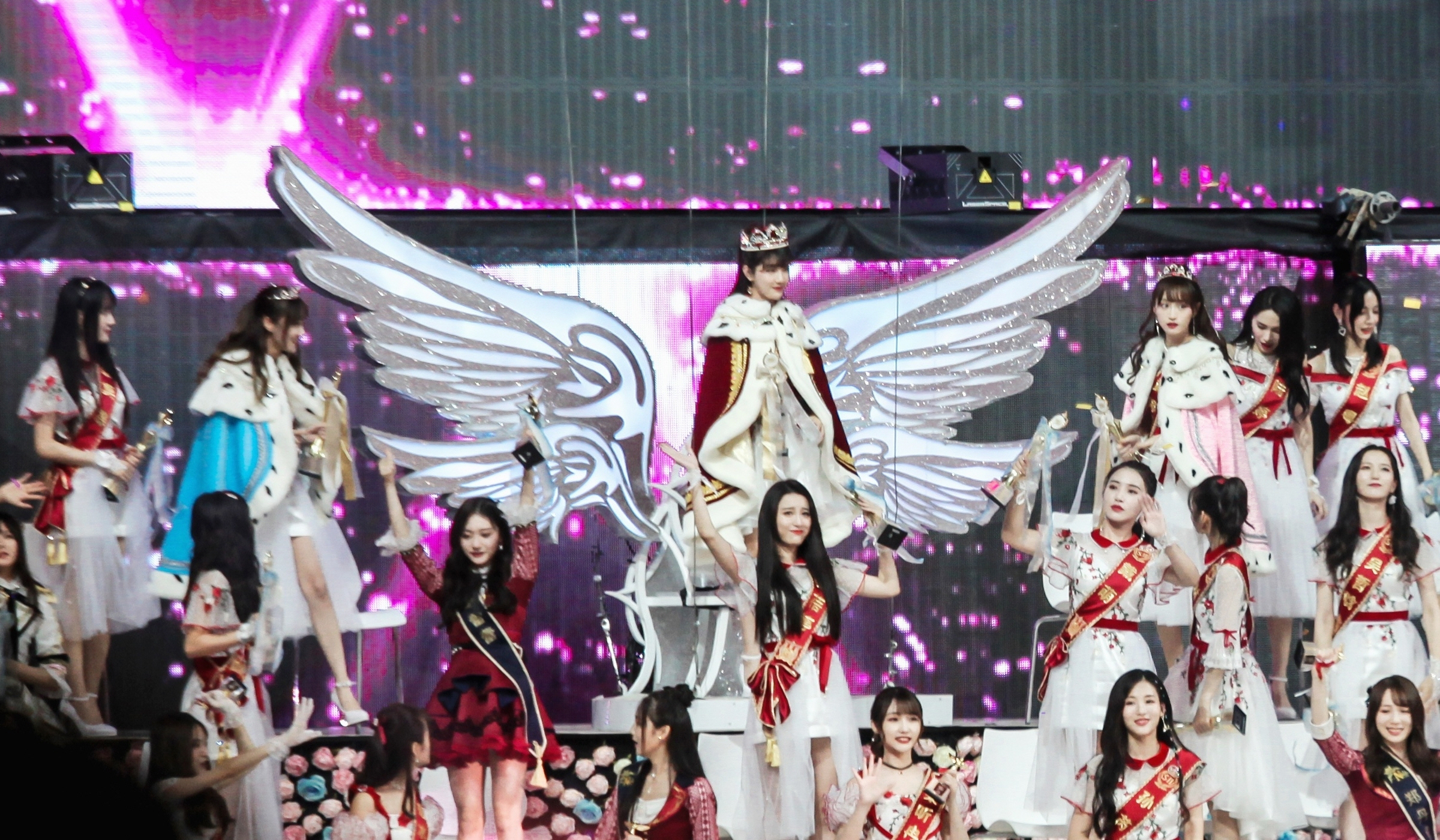
Tổng tuyển cử lần 5

SNH48 là một nhóm nhạc thần tượng nữ Trung Quốc được thành lập vào năm 2012. Tính đến ngày 29 tháng 4 năm 2024, nhóm bao gồm 70 thành viên được chia thành một số team: Team SII (16 thành viên), Team NII (17 thành viên), Team HII (20 thành viên) và Team X (17 thành viên). 

## Cung điện minh tinh
Những thành viên thuộc SNH48 Group sau khi đạt liên tiếp 2 lần Center Senbatsu (Top 1 Senbatsu) ở các kì Tổng Tuyển Cử nhân khí hằng năm sẽ được thăng hạng lên Cung Điện Minh Tinh, được thành lập studio riêng và tách ra hoạt động solo. Đến hiện tại Cung Điện Minh Tinh bao gồm những thành viên:
| Hán-Việt     | Bản ngữ | Latin     | Ngày sinh         | Nơi sinh                    | Thế hệ | Team cuối cùng | Thời gian thăng cấp sao cuối cùng | Vị trí cao nhất trong trận chung kết | Tên fandom                                |
| ------------ | ------- | --------- | ----------------- | --------------------------- | ------ | -------------- | --------------------------------- | ------------------------------------ | ----------------------------------------- |
| Cúc Tịnh Y   | 鞠婧祎  | Ju Jingyi | 18 tháng 6, 1994  | Toại Ninh, Tứ Xuyên         | 2      | Đội NII        | 15/12/2017                        | 1 (SSK3-4)                           | Mật Quất (Quả quýt ngọt )                 |
| Lý Nghệ Đồng | 李艺彤  | Li Yitong | 23 tháng 12, 1995 | Tây An, Thiểm Tây           | 2      | Đội HII        | 13/09/2019                        | 1 (SSK5-6)                           | Tạp Đẩy / Phi Thiên Nghệ Long             |
| Tôn Nhuế     | 孙芮    | Sun Rui   | 29 tháng 7, 1995  | Cáp Nhĩ Tân, Hắc Long Giang | 2      | Đội SII        | 21/09/2021                        | 1 (SSK 7-8)                          | Nhuế Thị Quân ( Đội quân bảo vệ Tôn Nhuế) |
| Viên Nhất Kỳ | 袁一琦  | Yuan YiQi | 19 tháng 3, 2000  | Thành Đô, Tứ Xuyên          | 7      | Đội HII        | 03/08/2024                        | 1 (SSK 10-11)                        | Nguyên Khí Đạn                            |

## Ngai vàng Tổng Tuyển Cử SNH48 qua các năm
| Tổng Tuyển Cử lần thứ | Hán-Việt      | Bản ngữ | Latin        | Ngày sinh         | Nơi sinh       | Thế hệ | Team | Vị trí cao nhất trong tổng tuyển cử | Ghi Chú             |  |
| --------------------- | ------------- | ------- | ------------ | ----------------- | -------------- | ------ | ---- | ----------------------------------- | ------------------- |  |
| 1                     | Ngô Triết Hàm | 吴哲晗  | Wu ZheHan    | 26 tháng 8, 1995  | Chiết Giang    | 1st    | SII  | 1                                   |                     |  |
| 2                     | Triệu Gia Mẫn | 赵嘉敏  | Zhao Jiamin  | 22 tháng 7, 1998  | Quảng Đông     | 1st    | SII  | 1                                   |                     |  |
| 3                     | Cúc Tịnh Y    | 鞠婧祎  | Ju JingYi    | 18 tháng 6, 1994  | Tứ Xuyên       | 2nd    | NII  | 1                                   | Cung điện minh tinh |  |
| 4                     | Cúc Tịnh Y    | 鞠婧祎  | Ju JingYi    | 18 tháng 6, 1994  | Tứ Xuyên       | 2nd    | NII  | 1                                   | Cung điện minh tinh |  |
| 5                     | Lý Nghệ Đồng  | 李艺彤  | Li Yitong    | 23 tháng 12, 1995 | Thiểm Tây      | 2nd    | HII  | 1                                   | Cung điện minh tinh |  |
| 6                     | Lý Nghệ Đồng  | 李艺彤  | Li Yitong    | 23 tháng 12, 1995 | Thiểm Tây      | 2nd    | HII  | 1                                   | Cung điện minh tinh |  |
| 7                     | Tôn Nhuế      | 孙芮    | Sun Rui      | 29 tháng 7, 1995  | Hắc Long Giang | 2nd    | SII  | 1                                   | Cung điện minh tinh |  |
| 8                     | Tôn Nhuế      | 孙芮    | Sun Rui      | 29 tháng 7, 1995  | Hắc Long Giang | 2nd    | SII  | 1                                   | Cung điện minh tinh |  |
| 9                     | Thẩm Mộng Dao | 沈梦瑶  | Shen MengYao | 14 tháng 8, 1998  | Thượng Hải     | 5th    | HII  | 1                                   |                     |  |
| 10                    | Viên Nhất Kỳ  | 袁一琦  | Yuan YiQi    | 19 tháng 3, 2000  | Tứ Xuyên       | 7th    | HII  | 1                                   | Cung điện minh tinh |  |
| 11                    | Viên Nhất Kỳ  | 袁一琦  | Yuan YiQi    | 19 tháng 3, 2000  | Tứ Xuyên       | 7th    | HII  | 1                                   | Cung điện minh tinh |  |
| 12                    | Dương Băng Di | 杨冰怡  | Yang BingYi  | 26 tháng 7, 2000  | Hải Nam        | 4th    | X    | 1                                   |                     |  |

## Team SII
- Màu Đại Diện Là Màu Xanh Dương
- Có 15 Thành Viên Chính
- Center là Lưu Tăng Diễm
- Đội Trưởng: Đoàn Nghệ Tuyền

| Nghệ Danh                                                        | Nghệ Danh      | Tên Thật          | Tên Thật | Tên Thật      | Ngày Sinh                   | Quê Quán    | Thế Hệ    | Tên Fandom                                      | Màu Tiếp Ứng | Ghi Chú                 |
| Hán Việt                                                         | Bản Ngữ        | Hán Việt          | Bản Ngữ  | Latin         | Ngày Sinh                   | Quê Quán    | Thế Hệ    | Tên Fandom                                      | Màu Tiếp Ứng | Ghi Chú                 |
| ---------------------------------------------------------------- | -------------- | ----------------- | -------- | ------------- | --------------------------- | ----------- | --------- | ----------------------------------------------- | ------------ | ----------------------- |
| Ngư Tử                                                           | 鱼籽           | Trần Vũ Tư        | 陈雨孜   | Chen YuZi     | 29 tháng 6, 1998            | Thượng Hải  | 12th      | Cá Con Ngốc Nghếch (笨蛋鱼仔 - BenDanYuZi)      | Xanh lá cây  |                         |
| DDDEshine Đại Khả Ái Đoàn Dật Hiên Tiểu Tích Tích Tể Tuyền Tuyền | 大可爱         | Đoàn Nghệ Tuyền   | 段艺璇   | Duan YiXuan   | 19 tháng 8, 1995            | Hồ Nam      | 5th       | Tuyền Suy / Đoàn Gia Quân (段家军 - DuanJiaJun) | Cam          | Đội Trưởng              |
| 66 Thảo Môi Bao Phạn                                             | 草莓包饭       | Hoàng Di Từ       | 黄怡慈   | Huang YiCi    | 10 tháng 9, 2004 ( 20 tuổi) | Tứ Xuyên    | BEJ48 9th | Từ Thiết ( 慈铁- CiTie )                        | Đỏ           | Thành viên BEJ48 team B |
| Tiểu Lô Tiểu Viên Đầu                                            | 小芦 小圆头    | Lô Hinh Di        | 芦馨怡   | Lu XinYi      | 29 tháng 10, 2001           | Chiết Giang | 16th      | Khai Tâm Siêu Nhân (开心超人 - KaiXinChaoRen)   | Xanh Lá      |                         |
| Tăng Oa Tăng Tăng                                                | 增锅 增增      | Lưu Tăng Diễm     | 刘增艳   | Liu ZengYan   | 31 tháng 8, 1996            | Tứ Xuyên    | 5th       | Cân Oa Thiếp (斤锅贴 - JinGuoTie)               | Tím          |                         |
| Kha Kha KK                                                       | 轲轲           | Ninh Kha          | 宁轲     | Ning Ke       | 2 tháng 5, 1999             | Tứ Xuyên    | BEJ 7th   | Chuyên Gia Nuôi Cún (狗饲养员 - GouSiYangYuan)  | Xanh Lam     |                         |
| Thố Tử Đại Ái                                                    | 兔子 大爱      | Thẩm Tiểu Ái      | 沈小爱   | Shen XiaoAi   | 7 tháng 12, 1995            | Quảng Đông  | BEJ 2nd   | Ái Thần (爱神 - AiShen)                         | Đỏ           |                         |
| Điềm Điềm Lệ Lệ                                                  | 甜甜 丽丽      | Điền Thù Lệ       | 田姝丽   | Tian ShuLi    | 9 tháng 11, 1996            | Giang Tô    | 5th       | Điềm Điềm Quyển (甜甜圈 - TianTianQuan)         | Xanh Lam     |                         |
| Dữu Tử Tam Thủy Yomi                                             | 柚子           | Do Miểu           | 由淼     | You Miao      | 5 tháng 8, 1998             | Sơn Đông    | 13th      | Dữu Tử Trà (柚子茶 - YouZiCha)                  | Vàng         |                         |
| Khuẩn Cô                                                         | 菌菇           | Diêm Minh Quân    | 闫明筠   | Yan MingJun   | 11 tháng 2, 1998            | Hà Nam      | 4th       | Hoa Hướng Dương (向阳花 - XiangYangHua)         | Đỏ           |                         |
| Đại Du Du Thư Thư Thư                                            | 大渝 渝姐 姐姐 | Dương Tâm Du      | 杨心渝   | Yang XinYu    | 11 tháng 5, 2003            | Phúc Kiến   | 18th      | Bánh Cá (鱼糕 - YuGao)                          | Hồng         |                         |
| Lôi Lôi                                                          | 雷雷           | Trương Lôi Lôi    | 张雷雷   | Zhang LeiLei  | 17/10                       | Bắc Kinh    | 21st      |                                                 |              |                         |
| SAGO                                                             |                | Trương Thiến      | 张倩     | Zhang Qian    | 26 tháng 2, 2002 (21 tuổi)  | Giang Tô    | 19th      | Gia Nãi (椰奶- YeNai)                           | Hồng         |                         |
| Tể Tể Hóa Hóa                                                    | 崽崽 货货      | Triệu Thiên Dương | 赵天杨   | Zhao TianYang | 25 tháng 12, 1995           | Nội Mông    | SHY 3rd   | Đản Bánh Khuẩn (蛋糕菌 - DanGaoJun)             | Hồng         |                         |
| Tiểu Châu                                                        | 小周           | Châu Đồng Nguyệt  | 周童玥   | Zhou TongYue  | 22 tháng 3, 2005            | Giang Tô    | 18th      | Tiểu Tinh Vân (小星云 - XiaoXingYun)            | Vàng         |                         |

## Team NII
- Màu Đại Diện Là Màu Tím
- Có 16 Thành Viên Chính
- Center là Bách Hân Dư
- Đội Trưởng: Bỏ Trống

| Nghệ Danh                                        | Nghệ Danh           | Tên Thật          | Tên Thật | Latin           | Ngày Sinh                  | Quê Quán    | Thế Hệ  | Tên Fandom                                      | Màu Tiếp Ứng | Ghi Chú                 |
| Hán Việt                                         | Bản Ngữ             | Hán Việt          | Bản Ngữ  | Latin           | Ngày Sinh                  | Quê Quán    | Thế Hệ  | Tên Fandom                                      | Màu Tiếp Ứng | Ghi Chú                 |
| ------------------------------------------------ | ------------------- | ----------------- | -------- | --------------- | -------------------------- | ----------- | ------- | ----------------------------------------------- | ------------ | ----------------------- |
| Bạch Bạch Tiểu Bạch                              | 白白 小白           | Bách Hân Dư       | 柏欣妤   | Bai XinYu       | 25 tháng 1, 1997           | Giang Tô    | CKG 1st | Dụ Nê Ba Ba (芋泥啵啵 - YuNiBoBo)               | Trắng        |                         |
| Khả Lạc Lạc Lạc Nhiệt Nhiệt                      | 可乐 乐乐 热热      | Hàn Gia Lạc       | 韩家乐   | Han Jia Le      | 24 tháng 4, 1996           | Hồ Nam      | SHY 1st | Tiểu Lạc Sắc (小乐色 - XiaoLeXe)                | Trắng        |                         |
| Bao Tử Tiểu Bao Tiểu Hổ Ca                       | 包子                | Hồ Hiểu Tuệ       | 胡晓慧   | Hu XiaoHui      | 16 tháng 9, 1998           | Hà Nam      | 5th     | Bảo Tử Phạn(Nồi Đất) (煲仔饭 - BaoZiFan)        | Hồng         |                         |
| Tiểu Kim Răng thỏ                                | 小金                | Kim Oánh Nguyệt   | 金莹玥   | Jin Ying Yue    | 27/05/1996 ( 27 tuổi )     | Giang Tô    | 8th     |                                                 | Vàng         |                         |
| Ảnh Tử Khiết Khiết                               | 影姿 影子           | Lưu Khiết         | 刘洁     | Liu Jie         | 1 tháng 8, 1995            | Giang Tô    | 10th    | Ảnh Hộ Vệ (影护卫 - YingHuWei)                  | Xanh Lam     |                         |
| Phì Phì                                          | 肥肥                | Lô Thiên Huệ      | 卢天惠   | Lu TianHui      | 8 tháng 12, 2000           | Liêu Ninh   | SHY 1st | Lô Hội Trấp (芦荟汁 - LuHuiZhi)                 | Xanh Lam     |                         |
| Tiểu Tiêu, Tiêu Giang                            | 霄霄、霄酱          | Lôi Vũ Tiêu       | 雷宇霄   | Lei YuXiao      | 11 tháng 3                 | Quảng Đông  | CKG 1th |                                                 |              | Thành viên CKG48 Team C |
| Tinh Vũ Vũ Vũ                                    | 星羽 羽羽           | Phan Anh Kỳ       | 潘瑛琪   | Pan YingQi      | 27 tháng 9, 1998 (25 tuổi) | Thượng Hải  | 5th     |                                                 | Vàng         |                         |
| Ngư Hoàn Thanh Tổng Tiểu Thanh                   | 鱼丸                | Thanh Ngọc Văn    | 青钰雯   | Qing YuWen      | 18 tháng 1, 1997           | Tứ Xuyên    | 6th     | Quả Đông (果冻 - GuoDong)                       | Trắng        |                         |
| Nhân Nhân Trình Thành Tranh Tử                   | 因因 程成 橙子      | Đường Trình Thành | 唐程成   | Tang ChengCheng | 28 tháng 2, 2003 (20 tuổi) | An Huy      | 19th    | Băng Hồng Trà (冰红茶 - BingHongCha)            | Xanh Lá      |                         |
| Tiểu Hy Hy Bảo                                   | 小晞 晞宝           | Diệp Phàm         | 叶凡     | Ye Fan          | 23 tháng 7, 2002 (21 tuổi) | An Huy      | 19th    | Tây Mễ Cháo (西米粥 - XiMiZhou)                 | Xanh Lam     |                         |
| Hinh Bảo Ny Ny Bất Bất Dương Dương               | 馨宝 妮妮 不不 咩咩 | Dương Vũ Hinh     | 杨宇馨   | Yang YuXin      | 7 tháng 11, 2000           | Hà Nam      | BEJ 4th | Tiểu Dụ Viên (小芋圆 - XiaoYuYuan)              | Hồng         |                         |
| Hương Thái                                       | 香菜                | Châu Tương        | 周湘     | Zhou Xiang      | 18 tháng 3, 2001           | Giang Tây   | 4th     | Dĩnh Hỏa Trùng- Đom Đóm (萤火虫 - YingHuoChong) | Cam          | Thành Viên BEJ48 Team E |
| Kona                                             |                     | Trương Tiếu Doanh | 张笑盈   | Zhang XiaoYing  | 21 tháng 8, 1995           | Tứ Xuyên    | 6th     | W Doang Gia (W盈家 - WYingJia)                  | Đỏ           |                         |
| Tsuki 34 Huyên Tử                                | 暄仔                | Trịnh Chiếu Huyên | 郑照暄   | Zheng ZhaoXuan  | 5 tháng 1, 2002            | Tứ Xuyên    | 12th    |                                                 |              | Thành Viên BEJ48 Team E |
| Chu Chu Tiểu Chu Miên Hoa Đường BonBon.G GG.Bond | 朱朱 小朱 棉花糖    | Chu Di Hân        | 朱怡欣   | Zhu YiXin       | 22 tháng 4, 1998 (26 tuổi) | Chiết Giang | 2nd     | Dưỡng Chu Đại Hộ (养猪大户 - YangZhuDaHu)       | Xanh Lam     | Thành Viên GNZ48 Team Z |

## Team HII
- Màu đại diện : Cam quýt 🟧
- Có 13 Thành Viên
- Center : Tưởng Thư Đình
- Đội Trưởng: Bỏ trống

## Team X
- Màu Đại Diện Là Màu Xanh Lá
- Có 13 Thành Viên Chính
- Center là Dương Băng Di
- Đội Trưởng:Vương Duệ Kỳ

| Nghệ Danh                           | Nghệ Danh      | Tên Thật            | Tên Thật | Tên Thật       | Ngày Sinh                   | Quê Quán    | Thế Hệ  | Tên Fandom                                  | Màu Tiếp Ứng   | Ghi Chú                    |
| Hán Việt                            | Bản Ngữ        | Hán Việt            | Bản Ngữ  | Latin          | Ngày Sinh                   | Quê Quán    | Thế Hệ  | Tên Fandom                                  | Màu Tiếp Ứng   | Ghi Chú                    |
| ----------------------------------- | -------------- | ------------------- | -------- | -------------- | --------------------------- | ----------- | ------- | ------------------------------------------- | -------------- | -------------------------- |
| Tung Tử                             | 粽子           | Trần Du Hi          | 陈俞希   | Chen YuXi      | 19 tháng 10, 2007 (18 tuổi) | Hải Nam     | 21st    |                                             | Xanh Lam       |                            |
| Trần Tử Tương Trăn Trăn Minako      | 蓁子酱 蓁蓁    | Trần Trăn Trăn      | 陈蓁蓁   | Chen ZhenZhen  | 20 tháng 5, 2000 (25 tuổi)  | Sơn Đông    | 9th     | Trăn Thôi (蓁推 - ZhenTui)                  | Đỏ             | Thành Viên BEJ48 Team B    |
| Tiểu Bắc Bắc Hoàng                  | 小北           | Phùng Tư Giai       | 冯思佳   | Feng SiJia     | 3 tháng 1, 1999 (26 tuổi)   | Chiết Giang | 6th     | Ái Bôi (i杯 - iBei)                         | Xanh Lá        |                            |
| Thiết Oa                            | 铁锅           | Quách Hiểu Doanh    | 郭晓盈   | Guo XiaoYing   | 5 tháng 7, 2001 (24 tuổi)   | Hà Bắc      | 10th    | Thiết Tử (铁子 - TieZi)                     |                | Thành Viên BEJ48 Team E    |
| Trư Đề Đề Đề                        | 猪蹄           | Tưởng Thư Đình      | 蒋舒婷   | Jiang ShuTing  | 18 tháng 6, 2002 (23 tuổi)  | Chiết Giang | 5th     | Đề Hoa (蹄花 -TiHua)                        | Xanh Lam       |                            |
| Ốc Sên                              | 蜗牛           | Lương Hoài Phương   | 梁怀方   | Liang HuaiFang | 26 tháng 7, 2003 (22 tuổi)  | Hồ Nam      | 19th    | Hải Miên Bảo Bảo (海绵宝宝 - HaiMianBaoBao) | Vàng           |                            |
| Ân Bảo Tiểu Ân +N Giai Ân Lão Sư    | 恩宝           | Lý Giai Ân          | 李佳恩   | Li JiaEn       | 17 tháng 6, 2000 (25 tuổi)  | Thiểm Tây   | 6th     | Gia Du Công (加油工 - JiaYouGong)           | Xanh Lam       |                            |
| Baby Tiểu Tình Lâm tiểu thư         | 小晴           | Lâm Thư Tình        | 林舒晴   | Lin ShuQing    | 28 tháng 5, 2000 (25 tuổi)  | Phúc Kiến   | CKG 1st | Ái Tình (IQing)                             | Trắng          |                            |
| Yokie Susan Tiểu San San Tử San San | 小姗, 姗紫     | Tôn Ngữ San         | 孙语姗   | Sun YuShan     | 13 tháng 9, 2000 (25 tuổi)  | Sơn Đông    | BEJ 1st |                                             | Vàng           |                            |
| Nhược Kỳ                            | 若其           | Ôn Nhược Kỳ         | 温若其   | Wen RuoQi      | 15 tháng 6, 2000 (25 tuổi)  | Giang Tây   | 18th    | Bảo Ôn Bôi (保温杯 - BaoWenBei)             | Xanh Lam       |                            |
| Eliwa Xu Ayumi Miên Dương Dương Tỷ  | 绵羊 步美 羊羊 | Hứa Dương Ngọc Trác | 许杨玉琢 | Xu Yang YuZhuo | 25 tháng 9, 1995 (30 tuổi)  | Hồ Nam      | 3rd     | Dương Gia Tương (羊家将 - YangJiaJiang)     | Xanh Trác Ngọc | 7SENSES                    |
| UU Khả Khả                          | 可可           | Vưu Khả Oánh        | 尤可莹   | You KeYing     | 14 tháng 8, 2000 (25 tuổi)  | Hải Nam     | 18th    | Khả Khả Đường (可可糖 - KeKeTang)           | Xanh Lam       |                            |
| Tử Thái Rong Biển A Hân Kimberley   | 紫菜 阿昕      | Trương Hân          | 张昕     | Zhang Xin      | 19 tháng 10, 1995 (30 tuổi) | Quảng Đông  | 3rd     | Hân Phạn Đoàn (昕饭团 - XinFanTuan)         | Đỏ             | Kiêm Nhiệm GNZ48 Team NIII |

| Nghệ Danh                 | Nghệ Danh      | Tên Thật       | Tên Thật | Tên Thật    | Ngày Sinh         | Quê Quán    | Thế Hệ  | Tên Fandom                                                 | Màu Tiếp Ứng | Ghi Chú    |
| Hán Việt                  | Bản Ngữ        | Hán Việt       | Bản Ngữ  | Latin       | Ngày Sinh         | Quê Quán    | Thế Hệ  | Tên Fandom                                                 | Màu Tiếp Ứng | Ghi Chú    |
| ------------------------- | -------------- | -------------- | -------- | ----------- | ----------------- | ----------- | ------- | ---------------------------------------------------------- | ------------ | ---------- |
| Lynn Đại Đầu              | 大头           | Trần Lâm       | 陈琳     | Chen Lin    | 23 tháng 7, 1998  | Thượng Hải  | 4th     | Hạnh Vận Tinh (幸运星 - XingYunXing)                       | Đỏ           | 7SENSES    |
| Gia Nhất                  | 加一           | Lâm Giai Di    | 林佳怡   | Lin JiaYi   | 13 tháng 1, 2000  | Chiết Giang | 15th    | Giai Độc Bảo (佳多宝 - JiaDuoBao)                          | Xanh Lam     |            |
| Tiểu Hàm Điểm Điểm        | 小涵 点点      | Lưu Tiểu Hàm   | 刘小涵   | Liu XiaoHan | 18 tháng 8, 2000  | Trùng Khánh | 17th    | Tiểu Tinh Tinh (小星星 - XiaoXingXing)                     | Cam          |            |
| Lê Tử                     | 梨子           | Lý Tử Hân      | 李子忻   | Li ZiXin    | 29 tháng 10       | Hồ Nam      | 21st    |                                                            |              |            |
| Bình An                   | 平安           | Tôn Lý         | 孙莉     | Sun Li      | 26/12/2006        | Sơn Đông    | 21st    |                                                            |              |            |
| Nhiễm Nhiễm               | 冉冉           | Tống Hân Nhiễm | 宋昕冉   | Song XinRan | 8 tháng 7, 1997   | Sơn Đông    | 4th     | SSR                                                        | Cam          |            |
| Tiểu Vũ                   | 小武           | Vũ Bác Hàm     | 武博涵   | Wu BoHan    | 23 tháng 1, 2000  | Cam Túc     | 15th    | Tiểu Linh Kiều (小零件 - XiaoLingJian)                     | Xanh Lam     |            |
| Duệ Kỳ Ricky              | 睿琦           | Vương Duệ Kỳ   | 王睿琦   | Wang RuiQi  | 15 tháng 12, 1999 | Nội Mông    | SHY 2nd | Tiểu Di Bước (小台阶儿 - XiaoTaiJieEr)                     | Hồng         | Đội Trưởng |
| Tiểu Hùng                 | 小熊           | Hùng Tử Dật    | 熊紫轶   | Xiong ZiYi  | 31 tháng 5, 2000  | Giang Tô    | 16th    | Tiểu Gấu Mềm Đường (小熊软糖 - XiaoXiongRuanTang)          | Tím          |            |
| Thủy Thủy Nhị Thủy Rái cá | 水水 二水      | Dương Băng Di  | 杨冰怡   | Yang BingYi | 26 tháng 7, 2000  | Hải Nam     | 4th     | Tiểu Thủy Thương- Súng Nước Nhỏ (小水枪 - XiaoShuiQiang)   | Vàng         | DEMOON     |
| Tây Mễ Javy               | 西米           | Vũ Giai Úy     | 禹佳蔚   | Yu JiaWei   | 7 tháng 6, 2005   | Thượng Hải  | 15th    | Thủy Đường Hồ Lô- Đá Đường Hồ Lô (冰糖葫芦 - BingTangHuLu) | Xanh Lá      |            |
| Hương Thái Thái Thái      | 香菜 菜菜      | Diêm Na        | 闫娜     | Yan Na      | 27 tháng 7, 1998  | Sơn Tây     | 14th    | Tiểu Gà Cay (小辣鸡 - XiaoLaJi)                            | Cam          |            |
| Nhị Mao Xã Tràng Nhật Hoa | 二毛 社长 日华 | Dương Diệp     | 杨晔     | Yang Ye     | 23 tháng 3, 1998  | Nội Mông    | BEJ48   | Diệp Điệp (晔蝶 - YeDie)                                   | Đỏ           |            |

## Thực Tập Sinh Thế Hệ Mới
- Có 18 thành viên chính
- Center là: Lương Hoài Phương

| Nghệ Danh                      | Nghệ Danh      | Tên Thật          | Tên Thật | Latin           | Ngày Sinh                  | Quê Quán  | Thế Hệ | Tên Fandom                                  | Màu Tiếp Ứng | Ghi Chú        |
| Hán Việt                       | Bản Ngữ        | Hán Việt          | Bản Ngữ  | Latin           | Ngày Sinh                  | Quê Quán  | Thế Hệ | Tên Fandom                                  | Màu Tiếp Ứng | Ghi Chú        |
| ------------------------------ | -------------- | ----------------- | -------- | --------------- | -------------------------- | --------- | ------ | ------------------------------------------- | ------------ | -------------- |
| Tung Tử                        | 粽子           | Trần Du Hi        | 陈俞希   | Chen YuXi       | 19 tháng 10, 2007          | Hải Nam   | 21st   |                                             |              |                |
| Oai Oai                        | 歪歪           | Kim Hoằng Ngôn    | 金泓言   | Jin HongYan     | 14/06/2008                 | Cam Túc   | 21st   |                                             |              |                |
| Ốc Sên                         | 蜗牛           | Lương Hoài Phương | 梁怀方   | Liang HuaiFang  | 26 tháng 7, 2003           | Hồ Nam    | 19th   | Hải Miên Bảo Bảo (海绵宝宝 - HaiMianBaoBao) | Vàng         | SNH48 TEAM HII |
| Lê Tử                          | 梨子           | Lý Tử Hân         | 李子忻   | Li ZiXin        | 29 tháng 10 năm 2005       | Hồ Nam    | 21st   |                                             |              |                |
| Bình An                        | 平安           | Tôn Lý            | 孙莉     | Sun Li          | 26/12/2006                 | Sơn Đông  | 21st   |                                             |              |                |
| Nhân Nhân Trình Thành Tranh Tử | 因因 程成 橙子 | Đường Trình Thành | 唐程成   | Tang ChengCheng | 28 tháng 2, 2003 (20 tuổi) | An Huy    | 19th   | Băng Hồng Trà (冰红茶 - BingHongCha)        | Xanh Lá      | SNH48 Team NII |
| Tiểu Hy Hy Bảo                 | 小晞 晞宝      | Diệp Phàm         | 叶凡     | Ye Fan          | 23 tháng 7, 2002 (21 tuổi) | An Huy    | 19th   | Tây Mễ Cháo (西米粥 - XiMiZhou)             | Xanh Lam     | SNH48 Team NII |
| Đại Du Du Thư Thư Thư          | 大渝 渝姐 姐姐 | Dương Tâm Du      | 杨心渝   | Yang XinYu      | 11 tháng 5, 2003           | Phúc Kiến | 18th   | Bánh Cá (鱼糕 - YuGao)                      | Hồng         | SNH48 Team SII |
| Lôi Lôi                        | 雷雷           | Trương Lôi Lôi    | 张雷雷   | Zhang LeiLei    | 17/10/2002                 | Bắc Kinh  | 21st   |                                             |              |                |
| SAGO                           |                | Trương Thiến      | 张倩     | Zhang Qian      | 26 tháng 2, 2002 (21 tuổi) | Giang Tô  | 19th   | Gia Nãi (椰奶- YeNai)                       | Hồng         | SNH48 Team SII |
| Tiểu Châu                      | 小周           | Châu Đồng Nguyệt  | 周童玥   | Zhou TongYue    | 22 tháng 3, 2005           | Giang Tô  | 18th   | Tiểu Tinh Vân (小星云 - XiaoXingYun)        | Vàng         | SNH48 Team SII |

## Thành Viên Chuyển Đi
- 12 Thành Viên

| Tên Thật         | Tên Thật | Tên Thật      | Ngày Sinh  | Quê Quán       | Thế Hệ    | Ngày       | Ghi Chú                     |
| Hán Việt         | Bản Ngữ  | Latin         | Ngày Sinh  | Quê Quán       | Thế Hệ    | Ngày       | Ghi Chú                     |
| ---------------- | -------- | ------------- | ---------- | -------------- | --------- | ---------- | --------------------------- |
| Trình Qua        | 程戈     | Cheng Ge      | 27/10/1997 | Hắc Long Giang | SHY48 3rd | 23/08/2023 | Chuyển Sang GNZ48 Team Z    |
| Hồng Tĩnh Văn    | 洪静雯   | Hong JingWen  | 14/10/1996 | Hải Nam        | 6th       | 20/04/2016 | Chuyển Sang GNZ48 Team NIII |
| Khấu Thừa Hi     | 寇承希   | Kou ChengXi   | 20/11      | Tứ Xuyên       | SHY48 1st | 03/11/2023 | Chuyển Sang IDOLS Ft        |
| Lưu Lực Phi      | 刘力菲   | Liu LiFei     | 30/10/1995 | Tứ Xuyên       | 6th       | 20/04/2016 | Chuyển Sang GNZ48 Team NIII |
| Lưu Vũ Tinh      | 刘宇晴   | Liu YuQing    | 29/03/2001 | Liêu Ninh      | SHY48 4th | 19/01/2019 | Chuyển Sang IDOLS Ft        |
| La Hàn Nguyệt    | 罗寒月   | Luo Hanyue    | 27/04/1996 | Trùng Khánh    | 6th       | 20/04/2016 | Chuyển Sang GNZ48 Team Z    |
| Đường Lỵ Giai    | 唐莉佳   | Tang Li Jia   | 18/01/1996 | Tứ Xuyên       | 6th       | 20/04/2016 | Chuyển Sang GNZ48 Team NIII |
| Vương Gia Du     | 王嘉瑜   | Wang JiaYu    | 02/05/2002 | Trùng Khánh    | SHY48 3rd | 03/11/2023 | Chuyển Sang CKG48 Team C    |
| Dương Thanh Dĩnh | 阳青颖   | Yang Qingying | 27/08/2001 | Tứ Xuyên       | 5th       | 21/07/2022 | Chuyển Sang IDOLS Ft        |
| Tằng Ngải Giai   | 曾艾佳   | Zeng Aijia    | 11/07/1995 | Tứ Xuyên       | 5th       | 20/04/2016 | Chuyển Sang GNZ48 Team G    |
| Trương Mộng Tuệ  | 张梦慧   | Zhang MengHui | 03/12/1998 | Giang Tô       | 6th       | 20/04/2016 | Chuyển Sang BEJ48 Team B    |
| Trương Quỳnh Dư  | 张琼予   | Zhang Qiongyu | 21/01/1997 | Chiết Giang    | 6th       | 20/04/2016 | Chuyển Sang GNZ48 Team G    |
| Trịnh Đan Ny     | 郑丹妮   | Zheng DanNi   | 26/01/2001 | Quảng Đông     | 6th       | 20/04/2016 | Chuyển Sang GNZ48 Team NIII |
| Chu Yên          | 朱燕     | Zhu Yan       | 20/08/1995 | Liêu Ninh      | SHY48 1st | 13/01/2020 | Chuyển Sang IDOLS Ft        |

## Tốt nghiệp danh dự của Nhóm SNH48
- 22 thành viên

| Tốt nghiệp sinh danh dự SNH48 | Tốt nghiệp sinh danh dự SNH48 | Tốt nghiệp sinh danh dự SNH48 | Tốt nghiệp sinh danh dự SNH48 | Tốt nghiệp sinh danh dự SNH48 | Tốt nghiệp sinh danh dự SNH48 | Tốt nghiệp sinh danh dự SNH48 | Tốt nghiệp sinh danh dự SNH48 | Tốt nghiệp sinh danh dự SNH48 | Tốt nghiệp sinh danh dự SNH48                | Tốt nghiệp sinh danh dự SNH48        |
| Hán Việt                      | Bản Ngữ                       | Latin                         | Ngày sinh                     | Nơi sinh                      | Gen                           | Nhóm cuối cùng                | Ngày công diễn tốt nghiệp     | Ngày tốt nghiệp               | Ghi chú                                      | Tên fandom                           |
| ----------------------------- | ----------------------------- | ----------------------------- | ----------------------------- | ----------------------------- | ----------------------------- | ----------------------------- | ----------------------------- | ----------------------------- | -------------------------------------------- | ------------------------------------ |
| Trần Quan Tuệ                 | 陈观慧                        | Chen GuanHui                  | 28/08/1993                    | Quảng Đông                    | 1st                           | SII                           | 08/10/2020                    | 14/10/2020                    | Không ký tiếp hợp đồng                       |                                      |
| Trần Tư                       | 陈思                          | Chen Si                       | 14/09/1991                    | Hà Nam                        | 1st                           | SII                           | 08/10/2020                    | 14/10/2020                    | Không ký tiếp hợp đồng                       |                                      |
| Đới Manh                      | 戴萌                          | Dai Meng                      | 08/02/1993                    | Thượng Hải                    | 1st                           | SII                           | 08/10/2020                    | 14/10/2020                    | Không ký tiếp hợp đồng                       | Toản Quân                            |
| Khổng Tiếu Ngâm               | 孔肖吟                        | Kong XiaoYin                  | 11/04/1992                    | Liêu Ninh                     | 1st                           | SII                           | 08/10/2020                    | 14/10/2020                    | Không ký tiếp hợp đồng                       |                                      |
| Lý Vũ Kỳ                      | 李宇琪                        | Li YuQi                       | 26/02/1993                    | Thiểm Tây                     | 1st                           | SII                           | 08/10/2020                    | 14/10/2020                    | Không ký tiếp hợp đồng                       |                                      |
| Mạc Hàn                       | 莫寒                          | Mo Han                        | 07/01/1992                    | Quý Châu                      | 1st                           | SII                           | 08/10/2020                    | 14/10/2020                    | Không ký tiếp hợp đồng                       | Mạc Thôi / Nấm                       |
| Tiền Bội Đình                 | 钱蓓婷                        | Qian BeiTing                  | 07/05/1995                    | Thượng Hải                    | 1st                           | SII                           | 08/10/2020                    | 14/10/2020                    | Không ký tiếp hợp đồng                       |                                      |
| Khâu Hân Di                   | 邱欣怡                        | Qiu XinYi                     | 11/01/1997                    | Đài Bắc                       | 1st                           | SII                           | 08/10/2020                    | 14/10/2020                    | Không ký tiếp hợp đồng                       |                                      |
| Ngô Triết Hàm                 | 吴哲晗                        | Wu ZheHan                     | 26/08/1995                    | Chiết Giang                   | 1st                           | SII                           | 08/10/2020                    | 14/10/2020                    | Không ký tiếp hợp đồng                       |                                      |
| Từ Thần Thần                  | 徐晨辰                        | Xu ChenChen                   | 20/06/1990                    | Giang Tô                      | 1st                           | SII                           | 08/10/2020                    | 14/10/2020                    | Không ký tiếp hợp đồng                       |                                      |
| Hứa Giai Kỳ                   | 许佳琪                        | Xu JiaQi                      | 27/08/1995                    | Chiết Giang                   | 1st                           | SII                           | 08/10/2020                    | 14/10/2020                    | Nghệ sĩ đã ký Siba Media 7SENSES             | Hắc Kỳ Quân- Blackis ( quân cờ đen ) |
| Trương Ngữ Cách               | 张语格                        | Zhang YuGe                    | 11/05/1996                    | Hắc Long Giang                | 1st                           | SII                           | 08/10/2020                    | 14/10/2020                    | Không ký tiếp hợp đồng                       |                                      |
| Tôn Nhuế                      | 孙芮                          | Sun Rui                       | 29/07/1995                    | Hắc Long Giang                | 2nd                           | SII                           | 21/09/2021                    | 21/09/2021                    | Nghệ sĩ đã ký Siba Media Cung Điện MInh Tinh | Nhuế Thị Quân                        |
| Lục Đình                      | 陆婷                          | Lu Ting                       | 18/12/1992                    | Thượng Hải                    | 2nd                           | NII                           | 25/09/2021                    | 25/09/2021                    | Không ký tiếp hợp đồng                       |                                      |
| Lâm Tư Ý                      | 林思意                        | Lin SiYi                      | 05/04/1994                    | Chiết Giang                   | 2nd                           | HII                           | 04/12/2021                    | 04/12/2021                    | Không ký tiếp hợp đồng                       |                                      |
| Khương Sam                    | 姜杉                          | Jiang Shan                    | 06/10/1995                    | Hà Nam                        | 5th                           | HII                           | 18/08/2024                    | 06/10/2024                    | Không ký tiếp hợp đồng                       | Sam Thôi (杉推 - ShanTui)            |
| Tưởng Vân                     | 蒋芸                          | Jiang Yun                     | 27/03/1992                    | Giang Tô                      | 2nd                           | SII                           | 23/10/2022                    | 27/03/2022                    | Không ký tiếp hợp đồng                       |                                      |
| Triệu Việt                    | 赵粤                          | Zhao Yue                      | 29/04/1995                    | Hồ Bắc                        | 2nd                           | NII                           | 11/09/2022                    | 11/09/2022                    | Nghệ sĩ đã ký Siba Media 7SENSES             | Dây Đỏ ( sợi tơ hồng định mệnh)      |
| Vương Hiểu Giai               | 王晓佳                        | Wang XiaoJia                  | 31/05/1993                    | Hồ Nam                        | 4th                           | X                             | 19/08/2023                    | 31/05/2023                    | Không ký tiếp hợp đồng                       | Thảo Tuế / i-caojidi                 |
| Cúc Tịnh Y                    | 鞠婧祎                        | Ju Jingyi                     | 18/06/1994                    | Tứ Xuyên                      | 2nd                           | NII                           |                               | 18/06/2024                    | Không ký tiếp hợp đồng Cung điện minh tinh   | Mật Quất (Quả quýt ngọt )            |
| Lưu Thù Hiền                  | 刘姝贤                        | Liu ShuXian                   | 16/04/1994                    | Sơn Đông                      | 6th                           | NII                           | 5/10/2024                     | 16/04/2024                    | Không ký tiếp hợp đồng                       | Nãi Thôi (奶推 - NaiTui)             |
| Viên Nhất Kỳ                  | 袁一琦                        | Yuan YiQi                     | 19/03/2000                    | Tứ Xuyên                      | 7th                           | HII                           | 17/11/2024                    | 17/11/2024                    | Nghệ sĩ đã ký Siba Media Cung Điện MInh Tinh | Nguyên Khí Đạn                       |

## Thành viên đã rời nhóm
| Tên Thật                 | Tên Thật   | Tên Thật            | Ngày Sinh  | Quê Quán       | Gen      | Năm        | Ghi Chú              |
| Hán Việt                 | Bản Ngữ    | Latin               | Ngày Sinh  | Quê Quán       | Gen      | Năm        | Ghi Chú              |
| Team SII                 | Team SII   | Team SII            | Team SII   | Team SII       | Team SII | Team SII   | Team SII             |
| ------------------------ | ---------- | ------------------- | ---------- | -------------- | -------- | ---------- | -------------------- |
| Lý Tuệ                   | 李慧       | Li Hui              | 08/11/1996 | Hà Bắc         | 1st      | 01/06/2024 | Rời nhóm             |
| Bối Sở Hàm               | 贝楚涵     | Bei ChuHan          | 07/09/2005 | Thượng Hải     | 16th     | 17/03/2023 | Rời nhóm             |
| Biện Sở Nhàn             | 卞楚娴     | Bian ChuXian        | 23/03/1998 | Giang Tô       | 14th     | 10/09/2021 | Rời nhóm             |
| Chu Hàm Giai             | 朱涵佳     | Zhu HanJia          | 18/02/2004 | Hồng Kông      | 16th     | 05/03/2024 | Rời nhóm             |
| Thành Giác               | 成珏       | Cheng Jue           | 03/01/1996 | Thượng Hải     | 6th      | 10/2018    | Rời nhóm             |
| Đổng Chỉ Y               | 董芷依     | Dong ZhiYi          | 20/08/1993 | Quý Châu       | 1st      | 02/04/2014 | Tạm ngừng hoạt động  |
| Phùng Vũ Đình            | 冯雨停     | Feng YuTing         | 17/09/1998 | Giang Tô       | 14th     | 07/04/2021 | Rời nhóm             |
| Lưu Thần Tuyết           | 刘晨雪     | Liu ChenXue         | 19/06/2000 | Sơn Đông       | 14th     | 28/01/2021 | Rời nhóm             |
| Lưu Lực Vĩ               | 刘力玮     | Liu LiWei           | 25/07/1997 | Giang Tô       | 5th      | 14/08/2016 | Rời nhóm             |
| Lục Diệp Huỷ             | 陆叶卉     | Lu YeHui            | 14/07/1998 | Tứ Xuyên       | 14th     | 05/06/2021 | Rời nhóm             |
| Mã Ngọc Linh             | 马玉灵     | Ma YuLing           | 06/10/1999 | Tứ Xuyên       | 6th      | 20/06/2024 | Rời nhóm             |
| Phan Yến Kỳ              | 潘燕琦     | Pan YanQi           | 25/05/1997 | Chiết Giang    | 7th      | 19/01/2019 | Rời nhóm             |
| Thang Mẫn                | 汤敏       | Tang Min            | 03/09/1996 | Thượng Hải     | 1st      | 02/04/2014 | Rời nhóm             |
| Thiệu Tuyết Thông        | 邵雪聪     | Shao XueCong        | 28/08/1996 | Hà Bắc         | 4th      | 10/06/2024 | Rời nhóm             |
| Thân Nguyệt Kiều         | 申月姣     | Shen YueJiao        | 10/09/1996 | Hà Nam         | 5th      | 14/08/2016 | Rời nhóm             |
| Thẩm Chi Lâm             | 沈之琳     | Shen ZhiLin         | 26/11/1994 | Thượng Hải     | 2nd      | 12/12/2017 | Rời nhóm             |
| Vương Bối Ny             | 王贝妮     | Wang BeiNi          | 16/01/1996 | An Huy         | 13th     | 17/06/2020 | Rời nhóm             |
| Vương Thu Như            | 王秋茹     | Wang Qiu Ru         | 02/10/2003 | Liêu Ninh      | SHY 4th  | 22/03/2023 | Rời nhóm             |
| Ôn Tinh Tiệp             | 温晶婕     | Wen JingJie         | 15/03/1997 | Tứ Xuyên       | 2nd      | 17/09/2021 | Rời nhóm             |
| Từ Tử Hiên               | 徐子轩     | Xu ZiXuan           | 30/03/1998 | Liêu Ninh      | 2nd      | 19/08/2019 | Rời nhóm             |
| Dương Lệnh Nghi          | 杨令仪     | Yang LingYi         | 15/04/1997 | Hồ Bắc         | 9th      | 30/04/2019 | Rời nhóm             |
| Viên Đan Ny              | 袁丹妮     | Yuan DanNi          | 07/08/1994 | Cam Túc        | 3rd      | 04/01/2020 | Rời nhóm             |
| Viên Vũ Trinh            | 袁雨桢     | Yuan YuZhen         | 10/01/1998 | Hồ Nam         | 2nd      | 07/09/2021 | Rời nhóm             |
| Triệu Hàn Thiến          | 赵韩倩     | Zhao HanQian        | 13/07/2000 | Chiết Giang    | 7th      | 10/09/2017 | Rời nhóm             |
| Triệu Gia Mẫn            | 赵嘉敏     | Zhao JiaMin         | 22/07/1998 | Quảng Đông     | 1st      | 30/07/2016 | Rời nhóm             |
| Triệu Diệp               | 赵晔       | Zhao Ye             | 28/08/1995 | Giang Tô       | 3rd      | 30/12/2018 | Rời nhóm             |
| Chu Tiểu Đan             | 朱小丹     | Zhu XiaoDan         | 21/05/2000 | Thượng Hải     | 9th      | 27/09/2019 | Rời nhóm             |
| Team NII                 |            |                     |            |                |          |            |                      |
| Nhan Thấm                | 颜沁       | Yan Qin             | 23/11/1999 | Hồ Nam         | 11th     | 18/02/2024 | Rời nhóm             |
| Trần Gia Dao             | 陈嘉瑶     | Chen JiaYao         | 29/07/1995 | Quảng Đông     | 2nd      | 15/02/2014 | Tốt nghiệp           |
| Trần Giai Oánh           | 陈佳莹     | Chen JiaYing        | 12/07/1993 | Thượng Hải     | 2nd      | 04/12/2020 | Tốt nghiệp           |
| Trần Thiến Nam           | 陈倩楠     | Chen QianNan        | 19/03/1998 | Thiên Tân      | 6th      | 20/10/2022 | Tốt nghiệp           |
| Trần Vấn Ngôn            | 陈问言     | Chen WenYan         | 27/01/1994 | Quảng Đông     | 2nd      | 22/10/2018 | Tốt nghiệp           |
| Đặng Diễm Thu Phi        | 邓艳秋菲   | Deng YanQiuFei      | 30/07/1995 | An Huy         | 6th      | 14/08/2016 | Tốt nghiệp           |
| Đổng Diễm Vân            | 董艳芸     | Dong YanYun         | 24/04/1993 | Phúc Kiến      | 2nd      | 29/01/2019 | Tốt nghiệp           |
| Phùng Tân Đóa            | 冯薪朵     | Feng Xin Duo        | 24/01/1992 | Liêu Ninh      | 2nd      | 01/2020    | Tốt nghiệp           |
| Giang Chân Nghi          | 江真仪     | Jiang ZhenYi        | 08/02/2001 | Thượng Hải     | 7th      | 06/09/2020 | Tốt nghiệp           |
| Cát Gia Huệ              | 葛佳慧     | Ge JiaHui           | 01/08/1995 | Giang Tô       | 8th      | 29/01/2019 | Tốt nghiệp           |
| Cung Thi Kỳ              | 龚诗淇     | Gong ShiQi          | 05/05/1998 | Trùng Khánh    | 2nd      | 24/01/2018 | Tạm ngừng hoạt động  |
| Quách Thiến Vân          | 郭倩芸     | Guo QianYun         | 04/04/1997 | Giang Tô       | 8th      | 29/01/2019 | Tốt nghiệp           |
| Hác Uyển Tình            | 郝婉晴     | Hao WanQing         | 01/11/1993 | Sơn Đông       | 3rd      | 27/08/2018 | Tốt nghiệp           |
| Hà Hiểu Ngọc             | 何晓玉     | He XiaoYu           | 31/10/1992 | Hà Bắc         | 2nd      | 05/04/2020 | Tốt nghiệp           |
| Hồ Tư Dịch               | 胡思奕     | Hu SiYi             | 03/03/1992 | Chiết Giang    | 2nd      | 08/02/2014 | Tốt nghiệp           |
| Hoàng Đình Đình          | 黃停停     | Huang TingTing      | 08/09/1992 | Giang Tô       | 2nd      | 20/12/2019 | Tốt nghiệp           |
| Hứa Giai Giai            | 许佳佳     | Xu JiaJia           | 06/10/2001 | Chiết Giang    | 18th     | 06/01/2024 | Tốt nghiệp           |
| Lý Mỹ Kỳ                 | 李美琪     | Li MeiQi            | 29/05/2000 | Hồ Bắc         | 9th      | 27/09/2019 | Tốt nghiệp           |
| Lý Toàn                  | 李璇       | Li Xuan             | 27/06/1995 | Tứ Xuyên       | 3rd      | 17/03/2015 | Tốt nghiệp           |
| Lưu Cúc Tử               | 刘菊子     | Liu JuZi            | 12/12/1998 | Hồ Bắc         | 7th      | 29/01/2020 | Tốt nghiệp           |
| Lưu Bội Hâm              | 刘佩鑫     | Liu PeiXin          | 11/01/1996 | Liêu Ninh      | 3rd      | 23/09/2018 | Tốt nghiệp           |
| Lưu Nhàn                 | 刘闲       | Liu Xian            | 27/09/1997 | Tứ Xuyên       | BEJ 1st  | 08/05/2024 | Rời nhóm             |
| Lưu Thi Lỗi              | 刘诗蕾     | Liu ShiLei          | 22/03/1996 | Tứ Xuyên       | 5th      | 26/03/2016 | Tốt nghiệp           |
| Lữ Tư Cầm                | 吕思琴     | Lu SiQin            | 09/11/1994 | Chiết Giang    | 2nd      | 19/02/2014 | Tốt nghiệp           |
| Loan Gia Nghi            | 栾嘉仪     | Luan JiaYi          | 29/11/1999 | Bắc Kinh       | 10th     | 27/09/2019 | Tốt nghiệp           |
| La Lan                   | 罗兰       | Luo Lan             | 16/09/1991 | Sơn Tây        | 2nd      | 19/05/2017 | Tốt nghiệp           |
| Mã Phàm                  | 马凡       | Ma Fan              | 20/03/1996 | Tứ Xuyên       | 8th      | 11/01/2020 | Tốt nghiệp           |
| Mạnh Nguyệt              | 孟玥       | Meng Yue            | 13/06/1994 | Cát Lâm        | 2nd      | 29/01/2019 | Tốt nghiệp           |
| Tiền Nghệ                | 钱艺       | Qian Yi             | 07/06/1998 | Giang Tô       | 6th      | 14/08/2016 | Tốt nghiệp           |
| Đường An Kỳ              | 唐安琪     | Tang AnQi           | 07/09/1992 | Hồ Bắc         | 2nd      | 25/10/2016 | Tạm ngừng hoạt động  |
| Đào Ba Nhĩ               | 陶波尔     | Tao BoEr            | 20/06/1998 | Trùng Khánh    | 8th      | 29/12/2018 | Tốt nghiệp           |
| Vương Gia Lộ             | 王佳路     | Wang JiaLu          | 10/03/1996 | Chiết Giang    | 2nd      | 08/02/2014 | Tốt nghiệp           |
| Vương Nghi Quân          | 王依君     | Wang YiJun          | 06/06/1995 | Giang Tô       | 2nd      | 01/12/2013 | Tốt nghiệp           |
| Tiếu Ngạn Trúc           | 肖彦竹     | Xiao YanZhu         | 16/08/2005 | Sơn Đông       | 21st     | 05/03/2025 | Rời nhóm             |
| Tạ Ny                    | 谢妮       | Xie Ni              | 12/02/2000 | Thượng Hải     | 3rd      | 11/01/2020 | Tốt nghiệp           |
| Từ Chân                  | 徐真       | Xu Zhen             | 23/03/2001 | Thượng Hải     | 7th      | 29/01/2019 | Tốt nghiệp           |
| Từ Ngôn Vũ               | 徐言雨     | Xu YanYu            | 10/11/1993 | Chiết Giang    | 2nd      | 11/2014    | Tốt nghiệp           |
| Tô Sam Sam               | 苏杉杉     | Su ShanShan         | 23/03/1997 | Hồ Bắc         | 6th      | 09/03/2024 | Tốt nghiệp           |
| Nghiêm Giảo Quân         | 严佼君     | Yan JiaoJun         | 29/04/1995 | Hồ Bắc         | 5th      | 31/03/2018 | Tạm ngừng hoạt động  |
| Dương Nhã Như            | 杨雅如     | Yang YaRu           | 15/11/1995 | Phúc Kiến      | 2nd      | 08/02/2014 | Tốt nghiệp           |
| Dịch Gia Ái              | 易嘉愛     | Yi JiaAi            | 07/06/1995 | Quảng Đông     | 2nd      | 04/05/2020 | Tốt nghiệp           |
| Tằng Diễm Phân           | 曾艳芬     | Zeng YanFen         | 30/01/1991 | Quảng Đông     | 2nd      | 24/01/2018 | Tốt nghiệp           |
| Trương Thiến             | 张茜       | Zhang Xi            | 27/08/1996 | Cam Túc        | 9th      | 07/08/2023 | Tạm ngừng hoạt động  |
| Trương Nhã Mộng          | 张雅梦     | Zhang YaMeng        | 21/04/1996 | Vân Nam        | 7th      | 10/09/2017 | Tạm ngừng hoạt động  |
| Trương Di                | 张怡       | Zhang Yi            | 22/06/1994 | An Huy         | 5th      | 23/10/2021 | Tốt nghiệp           |
| Trương Vũ Hâm            | 张雨鑫     | Zhang YuXin         | 01/03/1994 | Hồ Nam         | 3rd      | 14/09/2022 | Tốt nghiệp           |
| Triệu Giai Nhụy          | 赵佳蕊     | Zhao JiaRui         | 19/11/2001 | Hắc Long Giang | 1st      | 20/10/2023 | Tốt nghiệp           |
| Châu Duệ Linh            | 周睿林     | Zhou RuiLin         | 01/06/2004 | Trùng Khánh    | 10th     | 13/06/2020 | Tốt nghiệp           |
| Châu Thục Nghiên         | 周淑妍     | Zhou ShuYan         | 22/03/1996 | Quảng Đông     | 3rd      | 30/10/2014 | Tốt nghiệp           |
| Châu Di                  | 周怡       | Zhou Yi             | 13/06/1993 | Chiết Giang    | 5th      | 15/12/2017 | Tạm ngừng hoạt động  |
| Team HII                 |            |                     |            |                |          |            |                      |
| Vương Dịch               | 王奕       | Wang Yi             | 06/06/2001 | Giang Tô       | 8th      | 05/05/2025 | Rời Nhóm             |
| Trần Phán                | 陈盼       | Chen Pan            | 04/11/1998 | Trùng Khánh    | 9th      | 14/10/2020 | Tốt nghiệp           |
| Trần Di Hinh             | 陈怡馨     | Chen YiXin          | 17/09/1996 | Phúc Kiến      | 3rd      | 29/06/2018 | Tốt nghiệp           |
| Tưởng Hàm                | 姜涵       | Jiang Han           | 24/11/1997 | Thượng Hải     | 8th      | 29/01/2019 | Tốt nghiệp           |
| Hàn Manh                 | 韩萌       | Han Meng            | 31/12/1995 | Giang Tô       | 3rd      | 25/12/2014 | Tốt nghiệp           |
| Khang Hân                | 康欣       | Kang Xin            | 21/04/1993 | Quảng Đông     | 3rd      | 25/10/2014 | Tốt nghiệp           |
| Lý Đậu Đậu               | 李豆豆     | Li DouDou           | 05/10/1996 | Hồ Bắc         | 3rd      | 06/01/2016 | Tốt nghiệp           |
| Hách Tịnh Di             | 郝婧怡     | Hao JingYi          | 23/02/1999 | Thiểm Tây      | CKG 1st  | 12/11/2024 | Rời nhóm             |
| Lý Thanh Dương           | 李清扬     | Li Qingyang         | 16/06/1997 | Hồ Bắc         | 3rd      | 19/01/2019 | Tốt nghiệp           |
| Thẩm Mộng Dao            | 沈梦瑶     | Shen MengYao        | 14/08/1998 | Thượng Hải     | 5th      | 23/06/2023 | Rời nhóm             |
| Lý Ngu Long Nhược        | 李虞龙若   | Li YuLongRuo        | 18/08/2002 | Giang Tô       | 18th     | 07/09/2023 | Tốt nghiệp           |
| Lương Tuệ Văn            | 梁慧雯     | Liang HuiWen        | 01/09/1999 | Giang Tô       | 3rd      | 25/12/2014 | Tốt nghiệp           |
| Lâm Nam                  | 林楠       | Lin Nan             | 23/06/1994 | Quảng Đông     | 3rd      | 18/08/2021 | Tốt nghiệp           |
| Lưu Cảnh Nhiên           | 刘炅然     | Liu JiongRan        | 02/09/1994 | Sơn Đông       | 3rd      | 13/05/2021 | Tốt nghiệp           |
| Phí Thấm Nguyên          | 费沁源     | Fei QinYuan         | 20/03/2001 | Thượng Hải     | 5th      | 05/12/2024 | Rời nhóm             |
| Thích Dư Châu            | 戚予珠     | Qi YuZhu            | 19/06/1999 | Tứ Xuyên       | 10th     | 01/03/2020 | Tốt nghiệp           |
| Tống Vũ San              | 宋雨珊     | Song YuShan         | 14/06/1999 | Hà Nam         | 5th      | 17/08/2020 | Tốt nghiệp           |
| Tôn Trân Ny              | 孙珍妮     | Sun ZhenNi          | 05/05/2000 | Thượng Hải     | 6th      | 06/08/2023 | Rời nhóm             |
| Vạn Lệ Na                | 万丽娜     | Wan LiNa            | 02/10/1997 | Giang Tây      | 2nd      | 09/10/2021 | Tốt nghiệp           |
| Vương Bách Thạc          | 王柏硕     | Wang Boshuo         | 12/12/1997 | Sơn Đông       | 3rd      | 19/01/2019 | Tốt nghiệp           |
| Vương Dịch               | 王奕       | Wang Yi             | 06/06/2001 | Giang Tô       | 8rd      | 05/05/2025 | Rời nhóm             |
| Vương Lộ                 | 王璐       | Wang Lu             | 20/05/1996 | Hà Nam         | 3rd      | 13/06/2017 | Tốt nghiệp           |
| Vương Khê Nguyên         | 王溪源     | Wang XiYuan         | 16/05/1998 | Vân Nam        | 9th      | 15/11/2018 | Tốt nghiệp           |
| Văn Văn                  | 文文       | Wen Wen             | 31/05/1998 | Trùng Khánh    | 8th      | 30/09/2017 | Tốt nghiệp           |
| Ngô Yên Văn              | 吴燕文     | Wu Yanwen           | 18/10/1994 | Hà Nam         | 3rd      | 19/01/2019 | Tốt nghiệp           |
| Từ Hàm                   | 徐晗       | Xu Han              | 15/01/1993 | Tứ Xuyên       | 3rd      | 21/12/2019 | Tốt nghiệp           |
| Dương Ngâm Vũ            | 杨吟雨     | Yang YinYu          | 10/02/1994 | Giang Tô       | 3rd      | 15/03/2015 | Tốt nghiệp           |
| Viên Hàng                | 袁航       | Yuan Hang           | 20/05/1996 | Quý Châu       | 5th      | 09/05/2018 | Tốt nghiệp           |
| Quách Sảng               | 郭爽       | Guo Shuang          | 19/06/2000 | Tứ Xuyên       | CKG 3rd  | 08/03/2025 | Rời nhóm             |
| Tằng Hiểu Văn            | 曾晓雯     | Zeng XiaoWen        | 25/03/1998 | Quảng Đông     | 7th      | 07/09/2018 | Tốt nghiệp           |
| Trương Thi Vân           | 张诗芸     | Zhang ShiYun        | 07/07/1999 | Giang Tô       | 15th     | 26/08/2022 | Tạm ngừng hoạt động  |
| Trương Hi Doãn           | 张曦尹     | Zhang XiYin         | 23/04/1997 | Tứ Xuyên       | 3rd      | 25/11/2014 | Tốt nghiệp           |
| Trương Nguyệt Minh       | 张月铭     | Zhang YueMing       | 07/10/1998 | Cát Lâm        | 15th     | 04/04/2025 | Rời nhóm             |
| Triệu Mộng Đình          | 赵梦停     | Zhao MengTing       | 06/06/1997 | Giang Tô       | 8th      | 30/09/2017 | Tốt nghiệp           |
| Châu Thu Quân            | 周秋均     | Zhou QiuJun         | 02/10/1995 | Trùng Khánh    | 3rd      | 25/10/2014 | Tốt nghiệp           |
| Team X                   |            |                     |            |                |          |            |                      |
| Phùng Hiểu Phi           | 冯晓菲     | Feng XiaoFei        | 17/10/1995 | Hà Nam         | 4th      | 27/08/2020 | Tốt nghiệp           |
| Lý Tinh                  | 李晶       | Li Jing             | 07/06/1995 | Giang Tô       | 4th      | 22/04/2018 | Tốt nghiệp           |
| Lý Tinh Ngạn             | 李星彦     | Li XingYan          | 29/03/2000 | Thiểm Tây      | 14th     | 19/11/2021 | Tốt nghiệp           |
| Lý Tinh Vũ               | 李星羽     | Li XingYu           | 06/02/2000 | Thượng Hải     | 9th      | 11/05/2021 | Tốt nghiệp           |
| Lý Chiêu                 | 李钊       | Li Zhao             | 23/05/1997 | Hồ Nam         | 4th      | 10/06/2021 | Tốt nghiệp           |
| Lâm Ức Ninh              | 林忆宁     | Lin YiNing          | 17/07/1997 | Thượng Hải     | 6th      | 29/03/2018 | Tốt nghiệp           |
| Lưu Thắng Nam            | 刘胜男     | Liu ShengNan        | 09/09/1997 | Hồ Nam         | 6th      | 25/06/2023 | Tốt nghiệp           |
| Lô Tĩnh Bình             | 鲁静萍     | Lu JingPing         | 03/06/2002 | Giang Tô       | 10th     | 20/05/2020 | Tốt nghiệp           |
| Lý Nghiên                | 李妍       | Li Yan              | 09/01/2002 | Giang Tô       | 21st     | 02/03/2025 | Rời nhóm             |
| Lữ Tương Nghi            | 吕相宜     | Lv XiangYi          | 03/02/2003 | Liêu Ninh      | 17th     | 12/05/2024 | Tạm ngừng hoạt động  |
| Lữ Nhất                  | 吕一       | Lv Yi               | 27/06/1997 | Trùng Khánh    | 7th      | 29/06/2023 | Tốt nghiệp           |
| Phan Lộ Dao              | 潘璐瑶     | Pan LuYao           | 10/07/1999 | Thượng Hải     | 12th     | 17/02/2022 | Tốt nghiệp           |
| Kỳ Tĩnh                  | 祁静       | Qi Jing             | 07/07/1998 | Thượng Hải     | 7th      | 17/07/2022 | Tốt nghiệp           |
| Khúc Thần Ngữ            | 曲晨语     | Qu ChenYu           | 19/01/2006 | Thượng Hải     | 14th     | 14/09/2021 | Tốt nghiệp           |
| Nhiễm Uý                 | 冉蔚       | Ran Wei             | 21/05/1999 | Tứ Xuyên       | CKG 1st  | 01/10/2022 | Tốt nghiệp           |
| Tôn Tĩnh Di              | 孙静怡     | Sun JingYi          | 08/07/1992 | Tân Cương      | 4th      | 25/10/2015 | Tốt nghiệp           |
| Tôn Hâm Văn              | 孙歆文     | Sun XinWen          | 04/11/1994 | Thượng Hải     | 4th      | 03/04/2021 | Tạm ngừng hoạt động  |
| Vương Phi Nghiên         | 王菲妍     | Wang FeiYan         | 27/01/2000 | Liêu Ninh      | SHY 2nd  |            | Tạm ngừng hoạt động  |
| Uông Giai Linh           | 汪佳翎     | Wang JiaLing        | 13/07/1999 | Phúc Kiến      | 4th      | 04/09/2020 | Tốt nghiệp           |
| Uông Thúc                | 汪束       | Wang Shu            | 08/05/1997 | Giang Tô       | 4th      | 30/07/2018 | Tốt nghiệp           |
| Vương Duyệt Nghiêu       | 王悦垚     | Wang YueYao         | 24/11/2002 | Bắc Kinh       | 19th     | 13/04/2024 | Tạm ngừng hoạt động  |
| Vương Y Liễu             | 王依柳     | Wang YiLiu          | 13/07/2000 | Bắc Kinh       | 16th     | 30/10/2024 | Rời nhóm             |
| Tạ Thiên Y               | 谢天依     | Xie TianYi          | 24/06/1998 | Bắc Kinh       | 4th      | 21/07/2024 | Tạm ngừng hoạt động  |
| Dương Uẩn Ngọc           | 杨韫玉     | Yang YunYu          | 15/09/1995 | Quý Châu       | 4th      | 13/10/2018 | Tốt nghiệp           |
| Trương Đan Tam           | 张丹三     | Zhang DanSan        | 28/04/2000 | Hồ Bắc         | 4th      | 22/12/2019 | Tốt nghiệp           |
| Trương Vận Văn           | 张韵雯     | Zhang YunWen        | 26/02/1998 | Thượng Hải     | 4th      | 20/10/2016 | Tốt nghiệp           |
| Trương Di Đình           | 张怡婷     | Zhang YiTing        | 27/01/2005 | Thượng Hải     | 18th     | 09/04/2024 | Tạm ngừng hoạt động  |
| Tả Tịnh Viện             | 左婧媛     | Zuo JingYuan        | 19/08/1998 | Tứ Xuyên       | 6th      | 13/07/2024 | Rời nhóm             |
| SNH48                    |            |                     |            |                |          |            |                      |
| Trương Hãn Dẫn           | 张瀚引     | Zhang HanYin        | 31/10/2007 | Tứ Xuyên       | 19th     | 31/03/2024 | Rời khỏi             |
| Tất Mộng Viên            | 毕梦媛     | Bi MengYuan         | 29/01/1997 | Liêu Ninh      | 6th      | 20/04/2017 | Tốt nghiệp           |
| Trần Kha                 | 陈珂       | Chen Ke             | 09/08/1995 | Hồ Nam         | 5th      | 09/08/2024 | Tốt nghiệp (GNZ48)   |
| Trần Huệ Tịnh            | 陈慧婧     | Chen HuiJing        | 13/01/1997 | Chiết Giang    | 6th      | 25/11/2018 | Tốt nghiệp           |
| Trần Nam Thiến           | 陈楠茜     | Chen NanXi          | 12/06/1994 | Hà Nam         | 6th      | 17/08/2024 | Tốt nghiệp (GNZ48)   |
| Trần Giảo Hà             | 陈姣荷     | Chen JiaoHe         | 20/04/1995 | Bắc Kinh       | 6th      | 17/11/2017 | Rời khỏi             |
| Trần Li                  | 陈丽       | Chen Li             | 22/12/1995 | Thượng Hải     | 1st      | 18/08/2013 | Từ chức              |
| Trần Mỹ Quân             | 陈美君     | Chen MeiJun         | 15/01/1997 | Quảng Đông     | 5th      | 08/08/2019 | Tốt nghiệp           |
| Trần Hân Dư              | 陈欣妤     | Chen XinYu          | 05/06/1999 | Đài Bắc        | 6th      | 25/04/2020 | Tốt nghiệp           |
| Trần Âm                  | 陈音       | Chen Yin            | 05/12/1999 | Thượng Hải     | 5th      | 17/04/2017 | Tốt nghiệp           |
| Trần Vũ Kỳ               | 陈雨琪     | Chen YuQi           | 16/12/2000 | Hồ Nam         | 5th      | 30/09/2018 | Tốt nghiệp           |
| Trần Uẩn Lăng            | 陈韫凌     | Chen YunLing        | 13/12/1997 | Hồ Bắc         | 5th      | 06/03/2019 | Tốt nghiệp           |
| Trình Văn Lộ             | 程文路     | Cheng WenLu         | 05/04/2000 | Thượng Hải     | 6th      | 16/05/2016 | Rời khỏi             |
| Trần Chỉ Tình            | 陈芷晴     | Chen ZhiQing        | 22/12/2001 | Hà Nam         | 20th     | 21/12/2024 | Tạm ngừng            |
| Đặng Hâm Nguyệt          | 邓歆玥     | Deng XinYue         | 20/05/2005 | Tứ Xuyên       | 14th     | 10/06/2021 | Tốt nghiệp           |
| Đinh Tử Nghiên           | 丁紫妍     | Ding ZiYan          | 06/10/1995 | Thượng Hải     | 1st      | 06/10/2013 | Tốt nghiệp           |
| Đỗ Vũ Vi                 | 杜雨微     | Du YuWei            | 17/03/1999 | Sơn Đông       | 5th      | 26/05/2018 | Đã mất               |
| Phùng Gia Hy             | 冯嘉希     | Feng JiaXi          | 04/06/1994 | Quảng Đông     | 6th      | 24/01/2019 | Tốt nghiệp           |
| Phùng Tuyết Oánh         | 冯雪莹     | Feng XueYing        | 13/03/1994 | Hồ Bắc         | 5th      | 19/05/2017 | Tốt nghiệp           |
| Cao Nguyên Tịnh          | 高源婧     | Gao Yuanjing        | 06/07/1998 | Sơn Đông       | 5th      | 13/06/2020 | Tốt nghiệp           |
| Cung Tiểu Hà             | 宫小荷     | Gong XiaoHe         | 11/07/1996 | An Huy         | 3rd      | 17/03/2015 | Rút khỏi             |
| Cố Hương Quân            | 顾香君     | Gu XiangJun         | 23/10/1995 | Thượng Hải     | 1st      | 13/09/2015 | Tốt nghiệp           |
| Hạ Tô Khôn               | 贺苏堃     | He SuKun            | 14/11/1995 | Giang Tô       | 8th      | 30/09/2017 | Rút khỏi             |
| Hà Dương Thanh Thanh     | 何阳青青   | HeYang QingQing     | 21/07/1997 | Hồ Bắc         | BEJ 3rd  | 06/07/2024 | Rời nhóm             |
| Hà Dật Thâm              | 何轶琛     | He YiChen           | 07/01/1990 | Giang Tô       | 1st      | 02/05/2013 | Từ chức              |
| Hồng Bội Vân             | 洪珮雲     | Hong PeiYun         | 07/01/2001 | Thượng Hải     | 5th      | 15/10/2021 | Tốt nghiệp           |
| Hồ Bác Văn               | 胡博文     | Hu BoWen            | 18/12/1999 | Giang Tô       | 6th      | 20/04/2017 | Tốt nghiệp           |
| Hồ Di Oánh               | 胡怡莹     | Hu YiYing           | 19/03/1997 | Nội Mông       | 6th      | 19/05/2017 | Tốt nghiệp           |
| Hồ Mĩ Đình               | 胡美婷     | Hu MeiTing          | 15/05/1993 | Tứ Xuyên       | 1st      | 21/12/2012 | Từ chức              |
| Hoàng Đồng Dương         | 黄彤扬     | Huang TongYang      | 28/01/1996 | Phúc Kiến      | 6th      | 09/09/2018 | Tốt nghiệp           |
| Giang Hâm                | 江鑫       | Jiang Xin           | 18/01/2003 | Trùng Khánh    | 12th     | 31/05/2022 | Tốt nghiệp           |
| Tưởng Vũ Hi              | 蒋羽熙     | Jiang YuXi          | 18/02/2000 | Thiểm Tây      | 1st      | 18/08/2013 | Rời khỏi             |
| Lô Tĩnh                  | 卢静       | Lu Jing             | 05/11/1994 | Phúc Kiến      | 6th      | 20/04/2025 | Tốt nghiệp (GNZ48)   |
| Lý Thấm Khiết            | 李沁洁     | Li QinJie           | 12/02/1999 | Tứ Xuyên       | 5th      | 25/05/2019 | Tốt nghiệp           |
| Lưu Thiến Thiến          | 刘倩倩     | Liu QianQian        | 28/11/1994 | Phúc Kiến      | 6th      | 14/12/2024 | Tốt nghiệp (GNZ48)   |
| Lý Thi Ngạn              | 李诗彦     | Li ShiYan           | 17/03/2003 | Hồ Nam         | 6th      | 19/10/2019 | Tốt nghiệp           |
| Lý Tưởng                 | 李想       | Li Xiang            | 05/02/1994 | Bắc Kinh       | 6th      | 18/11/2018 | Tốt nghiệp           |
| Lý Di Văn                | 李怡文     | Li YiWen            | 28/04/1997 | Thượng Hải     | 3rd      | 22/08/2014 | Tốt nghiệp           |
| Lý Ngọc Thiến            | 李玉倩     | Li YuQian           | 28/05/1997 | An Huy         | 9th      | 03/04/2021 | Tốt nghiệp           |
| Lý Viên Viên             | 李媛媛     | Li YuanYuan         | 01/07/1994 | Phúc Kiến      | 6th      | 05/08/2018 | Tốt nghiệp           |
| Lý Tử                    | 李梓       | Li Zi               | 30/08/2000 | Tứ Xuyên       | 6th      | 15/09/2019 | Tốt nghiệp           |
| Lâm Gia Bội              | 林嘉佩     | Lin JiaPei          | 16/08/1998 | Quảng Đông     | 5th      | 30/07/2021 | Tốt nghiệp           |
| Lưu Li Thiên             | 刘丽千     | Liu LiQian          | 13/07/2000 | Hồ Bắc         | 12th     | 18/08/2021 | Tốt nghiệp           |
| Lâm Khôn                 | 林堃       | Lin Kun             | 30/10/1996 | Trùng Khánh    | 6th      | 20/04/2017 | Tốt nghiệp           |
| Lâm Khê Hà               | 林溪荷     | Lin XiHe            | 20/06/1998 | Vân Nam        | 6th      | 13/06/2020 | Tốt nghiệp           |
| Lâm Hâm Nguyên           | 林歆源     | Lin XinYuan         | 02/06/1999 | Chiết Giang    | 8th      | 09/02/2018 | Tốt nghiệp           |
| Lưu Doanh                | 刘瀛       | Liu Ying            | 08/02/1999 | Hồ Bắc         | 7th      | 20/10/2018 | Tốt nghiệp           |
| Lư Thần Hân              | 卢晨昕     | Lu ChenXin          | 06/07/2003 | Quảng Tây      | 18th     | 11/08/2024 | Tạm ngừng hoạt động  |
| La Tuyết Lệ              | 罗雪丽     | Luo XueLi           | 06/06/2000 | Quý Châu       | 6th      | 06/03/2019 | Tốt nghiệp           |
| La Dĩnh Thần             | 罗颍宸     | Luo YingChen        | 07/02/2001 | Phúc Kiến      | 20h      | 14/08/2024 | Tốt nghiệp           |
| Lữ Mộng Oánh             | 吕梦莹     | Lv MengYing         | 28/07/2000 | Thượng Hải     | 6th      | 02/03/2018 | Tốt nghiệp           |
| Ngưu Thông Thông         | 牛聪聪     | Niu CongCong        | 02/04/1996 | Bắc Kinh       | 6th      | 24/10/2017 | Tốt nghiệp           |
| Phan Lực Quắc            | 潘力帼     | Pan LiGuo           | 10/06/2004 | Hồ Nam         | 20th     | 20/09/2024 | Tạm ngừng hoạt động  |
| Thi Vị Hi                | 施未希     | Shi WeiXi           | 29/11/2002 | Chiết Giang    | 17th     | 04/04/2023 | Từ chức              |
| Thời Ngữ Tiệp            | 时语婕     | Shi YuJie           | 04/04/1998 | Quảng Tây      | 5th      | 02/02/2016 | Tốt nghiệp           |
| Tống Tư Nhàn             | 宋思娴     | Song SiXian         | 09/10/1997 | An Huy         | 5th      | 02/05/2018 | Tốt nghiệp           |
| Tôn Sam                  | 孙姗       | Sun Shan            | 11/02/1999 | Chiết Giang    | 6th      | 01/11/2017 | Tốt nghiệp           |
| Tôn Hinh                 | 孙馨       | Sun Xin             | 27/02/2000 | Giang Tô       | 6th      | 06/12/2019 | Tốt nghiệp           |
| Tôn Á Bình               | 孙亚萍     | Sun YaPing          | 06/07/1999 | An Huy         | 8th      | 18/04/2018 | Tốt nghiệp           |
| Vương Bách Thạc          | 王柏硕     | Wang BaiShuo        | 12/12/1997 | Sơn Đông       | 3rd      | 19/01/2019 | Tốt nghiệp           |
| Vương Phí Tư             | 王费澌     | Wang FeiSi          | 18/09/1994 | Bắc Kinh       | 1st      | 03/05/2013 | Từ chức              |
| Vương Kim Minh           | 王金铭     | Wang JinMing        | 18/07/1996 | Liêu Ninh      | 6th      | 27/08/2017 | Rời khỏi             |
| Vương Lộ Giảo            | 王露皎     | Wang LuJiao         | 17/02/1995 | Tứ Xuyên       | 5th      | 06/03/2019 | Tốt nghiệp           |
| Vương Hân Nhan Điềm Điềm | 王欣颜甜甜 | Wang XinYanTianTian | 13/09/2001 | Quý Châu       | 9th      | 06/09/2020 | Tốt nghiệp           |
| Vương Hinh Duyệt         | 王馨悦     | Wang XinYue         | 19/07/1994 | Vân Nam        | 6th      | 01/06/2017 | Từ chức              |
| Ôn Băng Băng             | 温冰冰     | Wen BingBing        | 11/03/2001 | Quảng Tây      | 20th     | 11/08/2024 | Tốt nghiệp           |
| Văn Nghiên               | 文妍       | Wen Yan             | 28/12/2000 | Trùng Khánh    | 6th      | 19/05/2017 | Tốt nghiệp           |
| Hạ Việt                  | 夏越       | Xia Yue             | 26/08/1995 | Trùng Khánh    | 6th      | 17/05/2018 | Tốt nghiệp           |
| Hạ Dịch Hân              | 夏奕欣     | Xia YiXin           | 20 tháng 2 | Thượng Hải     | 20th     | 20/08/2024 | Bị sa thải khỏi nhóm |
| Tiêu Văn Linh            | 肖文铃     | Xiao WenLing        | 24/01/2001 | Tứ Xuyên       | 6th      | 15/09/2019 | Tốt nghiệp           |
| Tiền Sân Nam             | 冼燊楠     | Xian ShenNan        | 09/11/2001 | Quảng Tây      | 6th      | 12/08/2024 | Rời nhóm (GNZ48)     |
| Tạ Lôi Lôi               | 谢蕾蕾     | Xie LeiLei          | 01/12/1998 | Quảng Đông     | 5th      | 09/11/2021 | Tốt nghiệp           |
| Hùng Tẩm Nhàn            | 熊沁娴     | Xiong QinXian       | 07/08/1999 | Chiết Giang    | 8th      | 11/07/2020 | Tốt nghiệp           |
| Hùng Tố Quân             | 熊素君     | Xiong SuJun         | 09/09/1994 | Giang Tây      | 5th      | 20/07/2022 | Tốt nghiệp           |
| Hùng Tâm Dao             | 熊心瑶     | Xiong XinYao        | 19/01/1996 | Trùng Khánh    | 6th      | 30/06/2023 | Tốt nghiệp           |
| Từ Giai Li               | 徐佳丽     | Xu JiaLi            | 21/09/1996 | Giang Tây      | 5th      | 19/01/2019 | Tốt nghiệp           |
| Hứa Gia Di               | 许嘉怡     | Xu JiaYi            | 27/06/2000 | Chiết Giang    | 8th      | 01/12/2017 | Tốt nghiệp           |
| Từ Thi Kì                | 徐诗琪     | Xu ShiQi            | 10/12/1998 | Chiết Giang    | 7th      | 21/12/2024 | Tốt nghiệp           |
| Từ Y Nhân                | 徐伊人     | Xu YiRen            | 20/02/1996 | Chiết Giang    | 3rd      | 04/03/2019 | Tốt nghiệp           |
| Hứa Dật                  | 许逸       | Xu Yi               | 07/10/1995 | Tứ Xuyên       | 7th      | 15/05/2020 | Rút khỏi             |
| Dương Hải Tận            | 杨海赆     | Yang HaiJin         | 06/06/1996 | Thượng Hải     | 2nd      | 06/11/2013 | Tốt nghiệp           |
| Dương Huệ Đình           | 杨惠婷     | Yang HuiTing        | 08/04/1998 | Quảng Đông     | 3rd      | 29/01/2019 | Tốt nghiệp           |
| Dương Mĩ Kỳ              | 杨美琪     | Yang MeiQi          | 12/08/1999 | An Huy         | 9th      | 06/03/2019 | Tốt nghiệp           |
| Diêu Y Thuần             | 姚祎纯     | Yao YiChun          | 28/04/2000 | Giang Tô       | 7th      | 21/03/2018 | Tốt nghiệp           |
| Du Tuệ Văn               | 俞慧文     | Yu HuiWen           | 05/07/1990 | Giang Tô       | 1st      | 18/08/2013 | Từ chức              |
| Ô Giai Di                | 於佳怡     | Yu JiaYi            | 29/10/1998 | Thượng Hải     | 5th      | 06/09/2019 | Tốt nghiệp           |
| Vũ Đình Nhi              | 雨婷儿     | Yu TingEr           | 28/01/2000 | Bắc Kinh       | 1st      | 21/12/2012 | Từ chức              |
| Tằng Lâm Du              | 曾琳瑜     | Zeng LinYu          | 02/09/1993 | Quảng Đông     | 3rd      | 25/11/2014 | Tốt nghiệp           |
| Tằng Dự Gia              | 曾誉嘉     | Zeng YuJia          | 21/03/1994 | Tứ Xuyên       | 1st      | 18/08/2013 | Từ chức              |
| Chiêm Địch               | 占迪       | Zhan Di             | 23/01/2003 | Quảng Đông     | 17th     | 04/04/2023 | Từ chức              |
| Trương Hạm Tiêu          | 张菡筱     | Zhang HanXiao       | 26/06/1996 | Tứ Xuyên       | 5th      | 19/04/2017 | Tốt nghiệp           |
| Trương Cẩn               | 张瑾       | Zhang Jin           | 23/07/1998 | Thượng Hải     | 4th      | 04/04/2015 | Tốt nghiệp           |
| Trương Khải Kỳ           | 张凯祺     | Zhang KaiQi         | 02/11/1998 | Hồng Kông      | 5th      | 29/01/2023 | Tốt nghiệp           |
| Trương Mẫn Kỳ            | 张敏淇     | Zhang MinQi         | 17/12/2000 | Quảng Đông     | 10th     | 01/02/2020 | Tốt nghiệp           |
| Trương Man Ni            | 张曼妮     | Zhang ManNi         | 25/01/2004 | Hồ Bắc         | 20th     | 10/10/2024 | Tạm ngừng hoạt động  |
| Trương Nhiễm Nhiễm       | 张冉冉     | Zhang RanRan        | 07/02/2000 | Giang Tô       | 15th     | 29/08/2021 | Tốt nghiệp           |
| Trương Văn Tĩnh          | 张文静     | Zhang WenJing       | 14/01/1998 | Thượng Hải     | 5th      | 02/03/2018 | Tốt nghiệp           |
| Trương Văn Đình          | 张文婷     | Zhang WenTing       | 12/07/2001 | Sơn Đông       | 17th     | 10/03/2023 | Tốt nghiệp           |
| Trương Hinh Phương       | 张馨方     | Zhang XinFang       | 25/10/1993 | Hồ Bắc         | 1st      | 19/08/2013 | Từ chức              |
| Trương Hinh Nguyệt       | 张馨月     | Zhang XinYue        | 04/04/1996 | Tứ Xuyên       | 9th      | 23/08/2018 | Tốt nghiệp           |
| Trịnh Nhất Phàm          | 郑一凡     | Zheng YiFan         | 09/05/2001 | Bắc Kinh       | 6th      | 02/03/2021 | Tốt nghiệp           |
| Châu Thiền Ngọc          | 周倩玉     | Zhou QianYu         | 18/04/2000 | Tứ Xuyên       | 6th      | 22/06/2022 | Tốt nghiệp           |
| Trâu Giai Giai           | 邹佳佳     | Zou JiaJia          | 28/10/1998 | Thượng Hải     | 5th      | 19/05/2017 | Tốt nghiệp           |
| Tả Gia Hân               | 左嘉欣     | Zuo JiaXin          | 01/09/1996 | Thượng Hải     | 6th      | 15/09/2019 | Tốt nghiệp           |

## Lịch Sử Thay Đổi Đội Trưởng Và Đội Phó

### Đội Trưởng
| Đội     | Kỳ Một                             | Kỳ Hai                                | Kỳ Ba                                 | Kỳ Bốn                                 | Kỳ Năm                                  |
| ------- | ---------------------------------- | ------------------------------------- | ------------------------------------- | -------------------------------------- | --------------------------------------- |
| Đội SII | Mạc Hàn (11/11/2013—13/09/2015)    | Đới Manh (13/09/2015—26/01/2019)      | Tiền Bội Đình (26/01/2019—14/10/2020) | Đoàn Nghệ Tuyền (14/11/2020—)          |                                         |
| Đội NII | Từ Ngôn Vũ (10/05/2014—07/01/2015) | Phùng Tân Đóa (13/02/2015—21/12/2017) | Dịch Gia Ái (03/02/2018—04/05/2020)   | Trương Vũ Hâm (29/11/2020— 16/01/2022) | Triệu Giai Nhụy (16/01/2022—20/10/2023) |
| Đội HII | Vương Lộ (13/02/2015—03/03/2017)   | Ngô Yên Văn (03/03/2017—03/02/2018)   | Vạn Lệ Na (03/02/2018—05/12/2020)     | Thẩm Mộng Dao (05/12/2020—23/06/2023)  |                                         |
| Đội X   | Lý Tinh (13/09/2015—03/02/2018)    | Lý Chiêu (03/02/2018—28/11/2020)      | Dương Băng Di (28/11/2020—26/08/2023) | Vương Duệ Kỳ (26/08/2023—)             |                                         |

### Đội Phó
| Đội     | Kỳ Một                                    | Kỳ Hai                                |
| ------- | ----------------------------------------- | ------------------------------------- |
| Đội SII | Mạc Hàn (13/09/2015—26/01/2019)           | Đới Manh (26/01/2019—14/10/2020)      |
| Đội NII | Hoàng Đình Đình (13/02/2015—21/12/2017)   | Hà Hiếu Ngọc (03/02/2018—05/04/2020)  |
| Đội HII | Ngô Yên Văn (13/02/2015—03/03/2017)       | Trương Hân (03/03/2017—)              |
| Đội X   | Thiệu Tuyết Thông (13/09/2015—03/02/2018) | Dương Băng Di (03/02/2018—28/11/2020) |